# كارين باركر
كارين باركر (بالإنجليزية: Karen Parker)‏ هي محامية أمريكية، ولدت في 12 أغسطس 1949.